# A Menina Doente
A Menina Doente (em norueguês Det syke barn) é o título dado a seis pinturas e a diversas litografias. gravuras a ponta-seca e a água-forte do pintor norueguês Edvard Munch (1863–1944), entre 1885 e 1926. Todas retratando o momento anterior a morte de sua irmã mais velha Johanne Sophie (1862–1877) vítima de tuberculose aos 15 anos de idade. Munch retornou a esse evento traumático diversas vezes através de sua arte, mais de seis pinturas a óleo completas e vários estudos em vários modelos, durante um período de mais de 40 anos. Nos trabalhos, Sophie é tipicamente apresentada em seu leito de morte acompanhada por uma aflita mulher de cabelos escuros, que acredita-se ser sua tia Karen; os estudos sempre a apresentam com a cabeça cortada. Em todas suas versões pintadas, Sophie está sentada em uma cadeira, obviamente sofrendo com dor, apoiada em um grande travesseiro branco, olhando para uma cortina ameaçadora, provavelmente simbolizando a morte. Ela é apresentada com uma expressão assustada, segurando as mãos de uma chateada mulher mais velha que parece querer confortá-la, mas cuja cabeça está curvada como se ela não aguentasse olhar a menina mais nova nos olhos.
Ao longo de sua carreira, Munch retornou a sua obra e criou várias variações de suas pinturas. A Menina Doente se tornou para Munch, que quase morreu de tuberculose quando criança, uma maneira de registrar seus sentimentos de aflição e culpa por ter sobrevivido e para confrontar seu sentimento de perda pela irmã falecida. Ele ficou obcecado com a imagem e durante décadas criou várias versões em diferentes formatos. As cinco pinturas foram feitas num período de mais de 40 anos, usando diferentes modelos.
A série foi descrita como "um estudo vívido dos estragos de uma doença degenerativa". Todos as pinturas e vários trabalhos auxiliares são considerados significantes para a obra de Munch. Uma litografia de 1896 em preto, amarelo e vermelho foi vendida em 2001 na Sotheby's por $250.000.

## As Pinturas
Cada pintura mostra o perfil de Sophie, deitada em seu leito de morte e, obviamente, com dificuldades de respirar, um sintoma de uma tuberculose severa e avançada. Da cintura para cima, ela esta apoiada em um grande travesseiro branco e grosso que esconde parcialmente um grande espelho redondo pendurado na parede atrás dela. Ela está coberta com um cobertor pesado e escuro. A menina tem cabelos vermelhos e é representada como frágil, com uma palidez doentia e olhar vago. Ela olha para uma cortina longa, escura e assombrosa a sua esquerda, o que muitos historiadores de arte interpretam como um símbolo da morte.

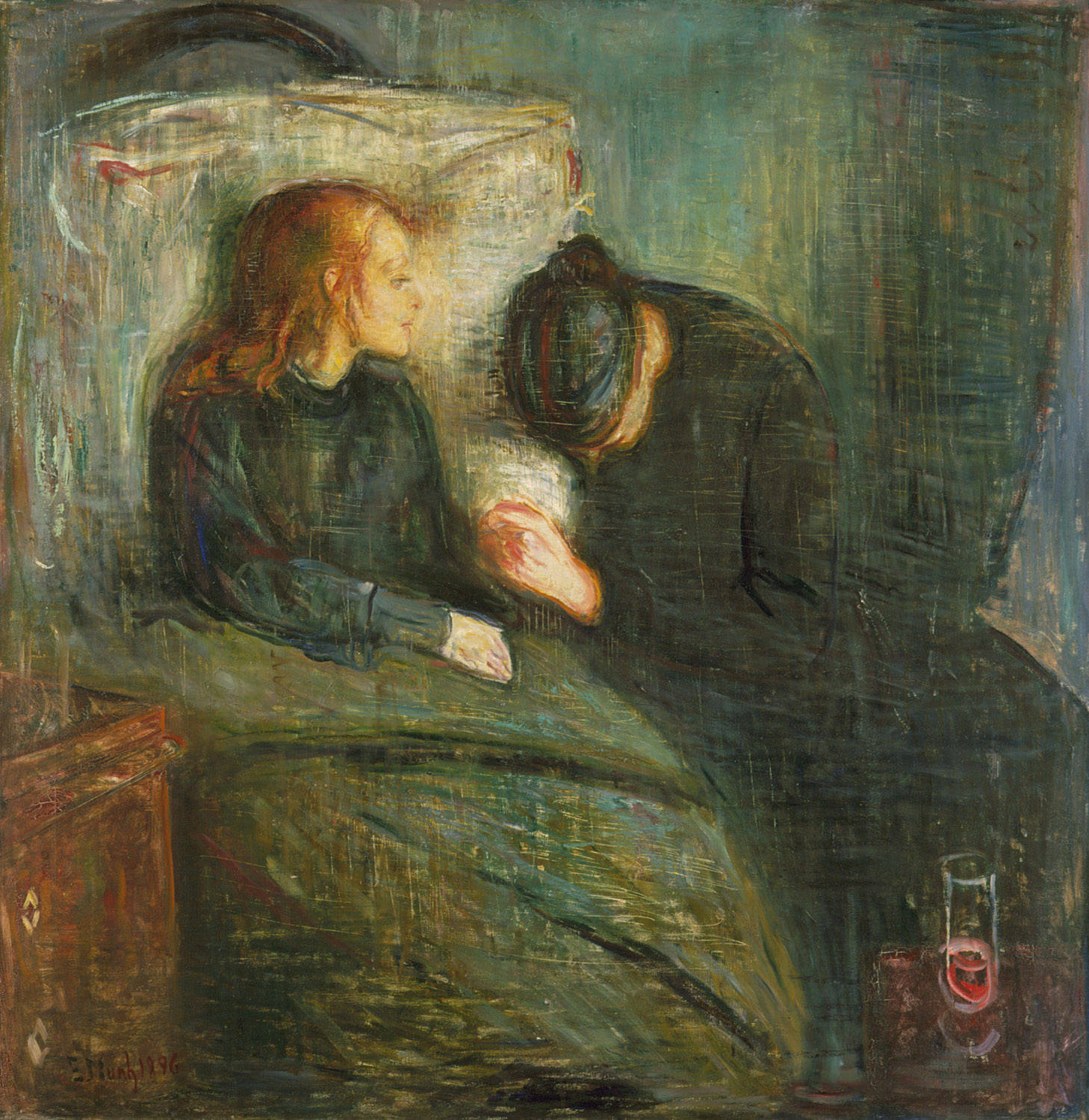
Edvard Munch, A Menina Doente, 1896. O segundo quadro da série foi concluido enquanto o artista vivia em Paris. Museu de Arte de Gotemburgo.

Uma mulher mais velha, de cabelos escuros e vestido vermelho está sentada a cabeceira da cama da criança, segurando sua mão. A ligação entre as duas é estabelecida pela união de suas mãos, que estão posicionadas exatamente ao centro de cada obra. O aperto de mão entre as moças é traduzido com tanta intensidade que os historiadores de arte acreditam que as duas figuras não dividem apenas uma profunda ligação emocional, como também devem ter algum parentesco. Provavelmente, a mulher é Karen, a tia de Sophie. Alguns críticos observaram que a mulher mais velha está mais angustiada do que a criança; nas palavras da crítica Patrícia Donahue "É quase como se a criança, sabendo que nada mais pode ser feito, está confortando a pessoa que chegou ao fim de sua resistência". A cabeça da mulher está curvada de angústia na medida em que parece incapaz de olhar diretamente para Sophie. Por causa disso, seu rosto está escurecido e o espectador só consegue ver o topo de sua cabeça. Uma garrafa está em cima de um armário ou penteadeira na esquerda. Um copo pode ser visto a direita, em uma mesa vagamente representada.
Há uma variação de cores entre os quadros. O branco, especialmente, uma das cores mais usadas na série, figura como uma representação do esquecimento. Depois, verde e amarelo figuram como uma expressiva representação da doença, enquanto o vermelho representa na maioria das obras a característica mais dramática do estágio mais avançado da tuberculose: a tossir sangue.

### Estilo
Cada obra da séria é fortemente influenciada pelas convenções do expressionismo alemão, enquanto várias peças usam técnicas do impressionismo. As versões pintadas foram construídas por grossas camadas de tinta, técnica conhecida como impasto, com fortes pinceladas amplas e na vertical. A ênfase no movimento vertical dá ao trabalho uma sensação de bruma e aumenta sua carga emocional, um efeito que a crítica Michelle Facos descreveu como um presentear o observador com "uma cena vivida a uma curta distância, mas de forma nebulosa, como se fosse vista por uma lágrima ou pelo véu da memória".

### Versões
Munch só tinha 26 anos quando completou a pintura em que trabalhou entre os anos 1885-1885 e, incerto de sua habilidade, deu o título provisório de Estudo. Munch completou seis pinturas intituladas A Menina Doente. Três delas estão em Oslo (1885-1886, 1925, 1927), enquanto as outras estão em Gotemburgo (1896), Estocolmo (1907) e Londres (1907). Ele criou oito estudos em ponta-seca e água-forte depois de um grande avanço, em 1892, quando a demanda por seu trabalho aumentou. A primeira versão levou mais de um ano para ser completa. Munch achou a experiência infeliz e frustante, por isso, a tela foi feita e refeita quase obsessivamente. Entre 1885 e 1886, Munch pintou, esfregou e repintou a imagem, até finalmente conseguir uma imagem que o deixou satisfeito. Frequentemente, ele mencionava seu trabalhos em seus diários e publicações e aparece diversas vezes em sua obra "A Origem do Friso da Vida" (Live Friesens Tilblivelse). Mais tarde, Munch escreveu que o quadro de 1885-1886 foi uma luta tão difícil que sua conclusão marcou um grande avanço em sua arte. Ele explicou: "eu comecei como um impressionista, mas, durante as violentas convulsões mentais e vitais do período de Bohême, o impressionismo me deu uma expressão insuficiente - eu tinha que encontrar uma expressão para o que agitou minha mente... A primeira ruptura com o impressionismo foi A Menina Doente - eu estava procurando por expressão (Expressionismo)".
As seis versões pintadas são:

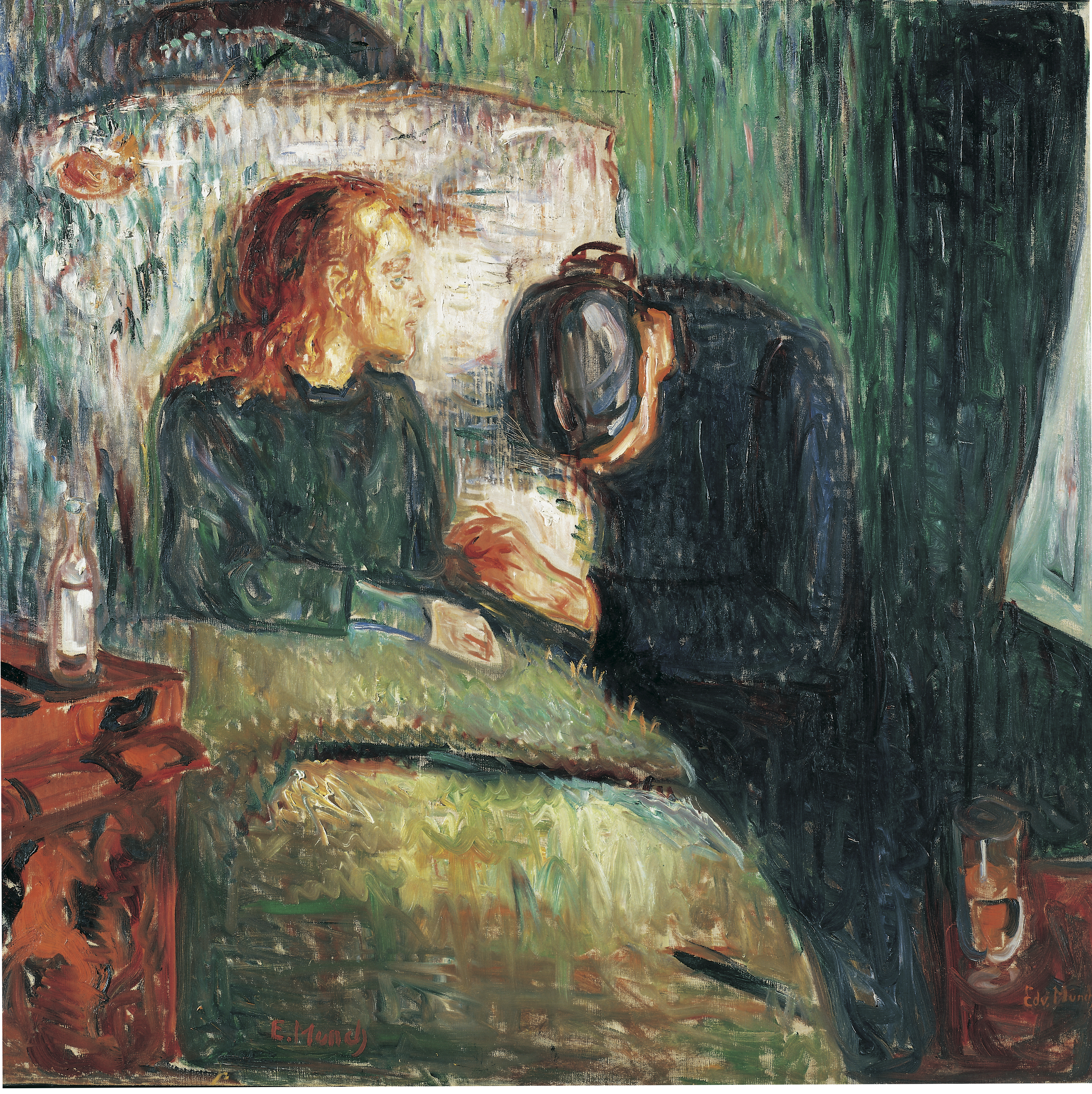
Edvard Munch, A Menina Doente, 1907. 4º quadro da série. Pintura a óleo. 137x139 cm. Tate, Londres.

- 1885-1886, Museu Nacional de Arte, Arquitetura e Design, Oslo. Impressionista e dominada por fortes pinceladas verticais, composta, principalmente, por brancos, cinzas e verdes. Pequenas áreas foram pintadas novamente mais tarde.
- 1896, Museu de Arte de Gotemburgo, Gotemburgo. Completa enquanto Munch vivia em Paris. Verde, em sua maioria, e com uma paleta mais rica, ainda que com pinceladas mais finas.
- 1907, Galeria Thielska, Estocolmo. Uma comissão do financista e colecionador de arte sueco, Ernest Thiel. Thiel também encomendou a Munch um retrato do seu ídolo, Friedrich Nietzsche,[10] cujo trabalho ele traduziu para sueco.
- 1907, Tate, Londres. Há evidencias de que essa obra também foi encomendada por Thiel. Durante algum tempo, acreditavam que o quadro havia sido feito em 1916. O trabalho ficou no Gemäldegalerie, Dresden até 1928.
- 1925 ou antes. Museu Munch, Oslo. A data da pintura é incerta; alguns historiadores de propuseram uma data de conclusão em 1916. A data posterior de 1925 baseia-se no ano do seu primeiro registo, uma fotografia tirada no estúdio de Munch.[9]
- 1927 ou antes. Munch Museum, Oslo.

### Materiais
Cientistas britanicos e noruegueses investigaram a pintura do Museu Nacional de Arte, Arquitetura e Design, em Oslo. A análise do pigmento revelou uma extensiva paleta, composta por pigmentos como chumbo branco, óxido de zinco, azul ultramarino artificial, vermelhão, ocre vermelho, esmeralda, cromo amarelo, zinco amarelo e azul-cobalto.

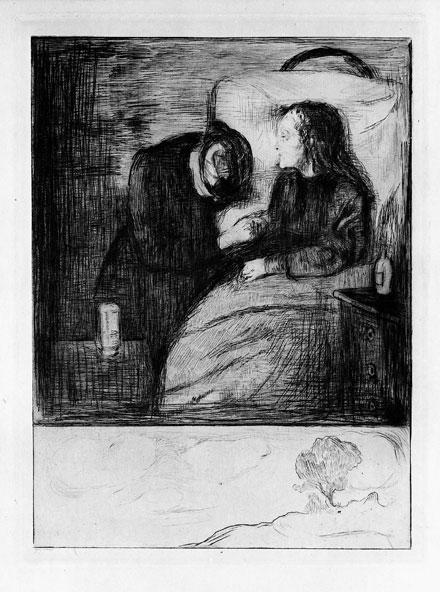

## Temas
Em 1930, Munch escreveu para o diretor do Museu Nacional de Arte, Arquitetura e Design, em Oslo, admitindo que "quanto à Menina Doente, esse foi um período que eu pendo como a Era do Travesseiro. Muitos pintores fizeram quadros de crianças doentes em seus traveseiros". Munch estava se referindo a prevalencia da tuberculose na época; representações contemporâneas da doença podem ser vistas nas obras de Hans Heyerdahl and Christian Krohg.

## Recepção
Quando a versão original de 1885-1886 foi exibida pela primeira vez, no Autumn Exhibition, em Chrstiania, foi zombado pelos espectadores e desencadeou "uma verdadeira tempestade de protestos e indignação" de críticos consternados por ele usar técnicas impressionistas, seu aparente abandono de linha e o fato de que o quadro parecia inacabado. Muitos acharam insatisfatório que o detalhe chave do quadro - a mãos dadas das mulheres - não foi bem detalhado, não há linhas para descrever os dedos e a peça central está comprometida por bolhas de tinta. Em sua defesa, Munch disse: "eu não pinto o que eu vejo, mas o que eu vi".

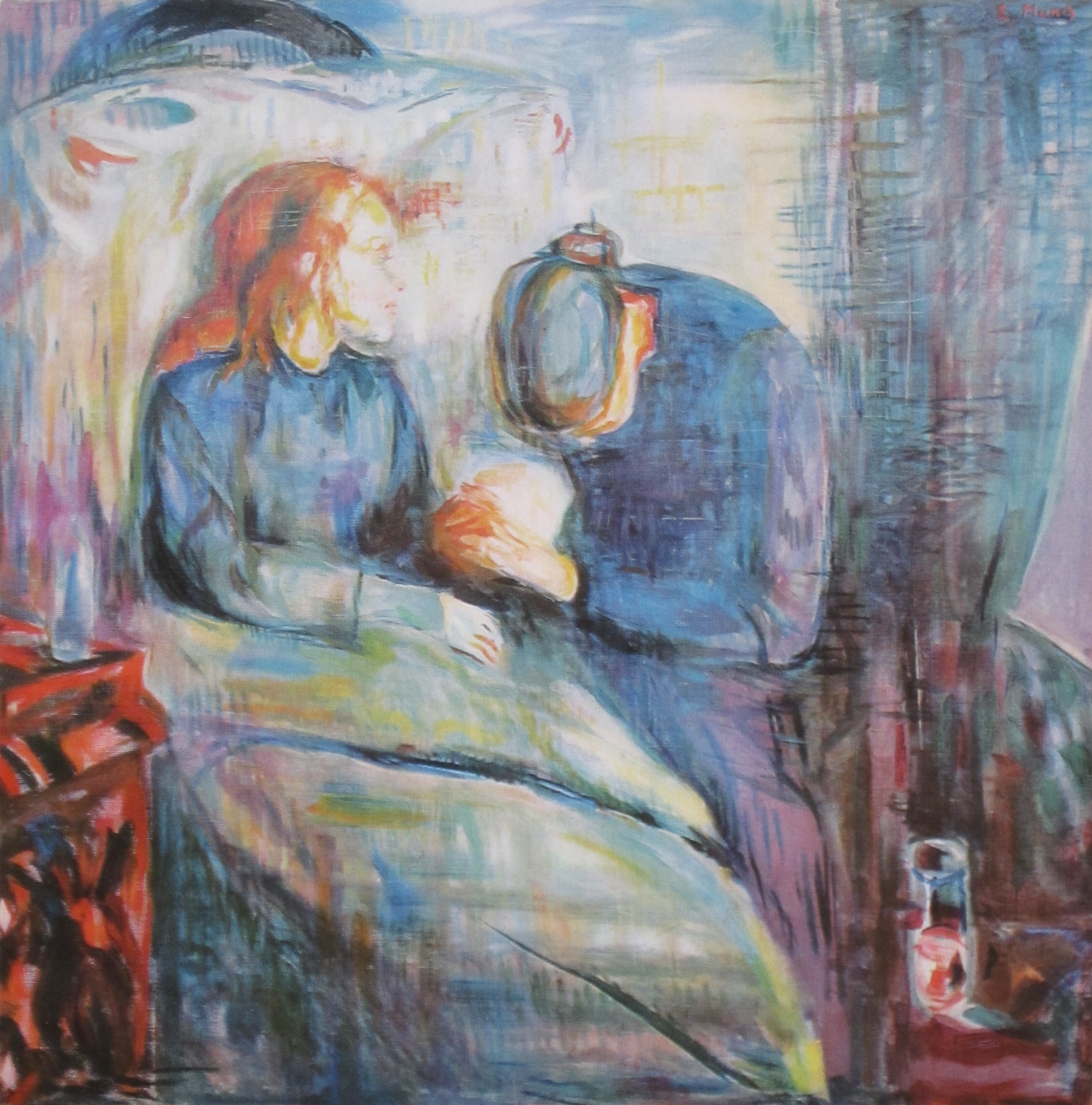
Edvard Munch, A Menina Doente, 1925. 5º quadro da série. Pintura a óleo, 117x118 cm. Museu Munch, Oslo.

A exibição foi analisada pelo crítico Andreas Aubert, que escreveu: "Há talento em Munch. Mas também há o perigo disso degringolar... Por essa razão, para o bem de Munch, eu gostaria A Menina Doente fosse recusado... Na sua forma atual, esse 'estudo'(!) é meramente um esboço esfregado e descartado".
Mais de 40 anos depois, os nazistas consideraram as pinturas de Munch como "arte degenerada" e as removeram dos museus alemães. As obras, que incluíam a versão de 1907 de A Menina Doente da Galerie Neue Meister, foram levadas a Berlin para serem leiloadas. O comerciante de arte norueguês Harald Holst Halvorsen adquiriu diversos quadros, incluindo A Menina Doente, com o objetivo de devolver eles a Oslo. O quadro de 1907 foi comprado por Thomas Olsen, em 1939, e doado para o museu Tate, em Londres.

## Notabilidade
Em 15 de fevereiro de 2013, quatro selos postais noruegueses foram publicados pelo Posten Norge, o serviço postal noruegues, reproduzindo imagens das obras de Munch em reconhecimento 150º aniversário de nascimento. Um close-up menina de uma de suas litografias foi usado no design do selo de kr$15,00.